# Nicola IV Muzalone
Nicola IV Muzalone (Νικόλαος Μουζάλων; 1070 – 1152) è stato un arcivescovo ortodosso bizantino, che ha ricoperto la carica di Patriarca ecumenico di Costantinopoli dal 1147 al 1151.
Nicholas nacque intorno al 1070, e probabilmente iniziò la sua carriera insegnando i Vangeli. L'imperatore Alessio I Comneno lo nominò arcivescovo di Cipro, ma Nicola abdicò alla sede intorno al 1110. Trascorse i successivi 37 anni nel Monastero dei Santi Cosma e Damiano nel distretto di Kosmidion di Costantinopoli. 
Fu eletto al trono patriarcale nel 1147, in sostituzione di Cosma II, che fu accusato di bogomilismo. La sua elezione tuttavia suscitò notevoli controversie: la sua validità canonica è stata messa in discussione, poiché si era volontariamente dimesso dalla sua sede precedente. Alla fine, Nicola fu costretto a dimettersi da patriarca e morì nel 1152. 
Scrisse un certo numero di opere teologiche, tra i quali un trattato di confutazione del Filioque indirizzato a Alessio I, e una difesa vivida della sua prima abdicazione.